# Zeitungen der First Nations und Inuit in Kanada
Zahlreiche Zeitungen der kanadischen First Nations und einige der Inuit zirkulieren in Kanada, von denen die meisten jedoch nur einen relativ kleinen Einzugsbereich haben. 
| Name                                    | Erscheinungsort | erscheint seit | Erscheinungsweise | Homepage                                                         | Herausgeber                       |
| --------------------------------------- | --------------- | -------------- | ----------------- | ---------------------------------------------------------------- | --------------------------------- |
| Aboriginal Voices                       | Toronto         | 1994           | zweimonatlich     | ehem. Website (Memento vom 7. Februar 2011 im Internet Archive)  | Aboriginal voices Inc.            |
| Alberta Sweetgrass                      | Edmonton        | 1993           | monatlich         |                                                                  | Aboriginal Multi-Media Society    |
| Anishinabek News                        | North Bay       | 1990           | monatlich         |                                                                  | Union of Ontario Indians          |
| First Nations Drum                      | Scanterbury     | 1998           | monatlich         |                                                                  | Taiga Communications              |
| The Eastern Door                        | Kahnawake       | 1992           | 14-täglich        |                                                                  | K. Deer                           |
| First Perspective                       | Scanterbury     | 1992           | unregelmäßig      |                                                                  | Blue Sky Graphics                 |
| Healing Words/Le premier pas            | Ottawa          | 1988           | vierteljährlich   |                                                                  | Aboriginal Healing Foundation     |
| Kahtou: the Voice of B.C. First Nations | Sechelt         | 1993           | zweimal monatlich | ehem. Website (Memento vom 19. März 2012 im Internet Archive)    | K'watamus Publications            |
| Micmac Maliseet Nation News             | Truro           | 1991           | monatlich         |                                                                  | Confederacy of Mainland Micmacs   |
| The Nation                              | Montreal        | 1993           | 14-täglich        |                                                                  | Beesum Communications             |
| Nunatsiaq News                          | Iqaluit         | 1973           | unregelmäßig      |                                                                  | Nortext                           |
| Raven’s Eye                             | Edmonton        | 1997           | monatlich         |                                                                  | Aboriginal Multi-Media Society    |
| Saskatchewan Sage                       | Edmonton        | 1996           | monatlich         |                                                                  | Aboriginal Multi-Media Society    |
| Tusaayaksat                             | Inuvik          | 1983           | zweimonatlich     | ehem. Website (Memento vom 11. Februar 2014 im Internet Archive) | Inuvialuit Communications Society |
| Windspeaker                             | Edmonton        | 1983           | monatlich         |                                                                  | Aboriginal Multi-Media Society    |
| Ha-Shilth-Sa                            |                 | 1974           | monatlich         |                                                                  | Nuu-chah-nulth Tribal Council     |